# Veliki komet iz leta 1264
Véliki komet iz leta 1264 (oznaka C/1264 N1) je komet, ki so ga opazili 25. junija leta 1264 .
Nazadnje so ga videli 3. oktobra leta 1264.
Opazovali so ga lahko 70 dni. Njegova tirnica je bila parabolična, njen naklon pa 16,4°. Prisončje se je nahajalo na oddaljenosti 0,825 a.e. od Sonca.  Skozi prisončje je letel 20. julija 1264 .